# Idiocerus humilis
Idiocerus humilis är en insektsart som beskrevs av Géza Horváth 1897. Idiocerus humilis ingår i släktet Idiocerus och familjen dvärgstritar. Inga underarter finns listade i Catalogue of Life.